# Domingo Matheu
Domingo Bartolomé Francisco Matheu y Chicola (Mataró, 4 agosto 1765 – Buenos Aires, 28 marzo 1831) è stato un imprenditore, marinaio e politico spagnolo.
Stabilitosi a Buenos Aires, abbracciò i principi che portarono alla Rivoluzione di Maggio. Dopo essere stato membro della Prima Giunta, fu eletto alla presidenza della Giunta Grande in sostituzione di Cornelio Saavedra; rimase in carica fino alla creazione del Primo Triumvirato.

## Biografia
Nato a Mataró, a poca distanza da Barcellona, il 4 agosto 1765, Domingo Matheu divenne pilota navale e cominciò a viaggiare in varie occasioni nel Río de la Plata grazie al permesso, consegnatogli dalla corona spagnola, di commerciare con i territori del vicereame. Nel 1793 si trasferì definitivamente a Buenos Aires, dove stabilì una florida attività commerciale.
Dopo aver combattuto nelle file dei patrioti durante le invasioni britanniche, Matheu si schierò con i "patrioti" durante la Rivoluzione di Maggio. Fu nominato in seguito membro votante (vocal) della Prima Giunta; nella Giunta Grande fu in seguito nominato presidente quando Saavedra fu posto al comando dell'Esercito del Nord.
Domingo Matheu si adoperò per finanziare le spedizioni militari in Alto Perù e in Paraguay; dopo la formazione del Primo Triumvirato fu nominato alla direzione della fabbrica di armi e fucili, e in seguito curò la confezione delle uniformi militari. Ritiratosi dalla politica nel 1817, si dedicò in seguito alle sue attività commerciali. Morì a Buenos Aires il 28 marzo 1831. I suoi resti furono inumati nel Cimitero della Recoleta, a Buenos Aires.